# Stephen Holt
Stephen Holt, né le 15 septembre 1974 à Darwin, est un joueur australien de hockey sur gazon.

## Palmarès
- Médaille de bronze aux Jeux olympiques de Sydney en 2000[1]